# C. J. Ham
Cortez Thaddeus „C. J.“ Ham Jr. (geboren am 22. Juli 1993 in Duluth, Minnesota) ist ein US-amerikanischer American-Football-Spieler auf der Position des Fullbacks. Er spielte College Football für die Augustana University und steht seit 2016 bei den Minnesota Vikings in der National Football League (NFL) unter Vertrag.

## College
Ham besuchte die Denfield High School in Duluth, Minnesota, und ging anschließend auf die Augustana University in Sioux Falls, South Dakota. Für die Augustana Vikings spielte er vier Jahre als Runningback in der zweitklassigen NCAA Division II.

## NFL
Ham wurde als Undrafted Free Agent von den Minnesota Vikings unter Vertrag genommen. Zwar schaffte er es nicht in den 53-Mann-Kader der Vikings für die Regular Season, allerdings wurde er in das Practice Squad aufgenommen. Vor der Saison 2017 entschloss sich Ham, zukünftig auf die Position des Fullbacks zu wechseln.
Am zweiten Spieltag der Saison 2017 erzielte Ham bei der 9:26-Niederlage gegen die Pittsburgh Steelers mit einem 1-Yard-Lauf seinen ersten Touchdown in der NFL.
Ham kam 2017 in allen sechzehn Spielen der Regular Season zum Einsatz und etablierte sich in der Folge als Fullback der Vikings.
In der Saison 2019 kam er bei 35 Prozent aller offensiven Snaps zum Einsatz und fing 17 Pässe für 149 Yards sowie einen Touchdown. Da die Vikings im Vergleich zu anderen Teams verhältnismäßig oft ihren Fullback einsetzten, schaffte Ham mit seiner Leistung als Ersatz für Kyle Juszczyk, der durch die Teilnahme am Super Bowl LIV ausfiel, den Sprung in den Pro Bowl. Im März 2020 statteten die Vikings Ham mit einer vierjährigen Vertragsverlängerung über 12,25 Millionen Dollar aus, womit er zum dritthöchstbezahlten Spieler auf seiner Position wurde.
Im März 2023 verlängerte Ham seinen Vertrag in Minnesota um zwei weitere Jahre bis 2025. Erneut begünstigt durch die Teilnahme von Kyle Juszczyk am Super Bowl nahm Ham an den Pro Bowl Games 2024 und damit zum zweiten Mal am All-Star-Event der Liga teil.